# Georg Zimmermann (Politiker, 1897)
Georg Zimmermann (* 18. November 1897 in Capo d’Istria, Markgrafschaft Istrien, Österreich-Ungarn; † 17. Dezember 1958 in Wien, bis 1919 Ritter von Zimmermann) war ein österreichischer Finanzfachmann und  parteiloser Politiker.
Zimmermann entstammte einer Beamtenfamilie, schon sein Großvater und Vater waren leitende Finanzbeamte gewesen. In Triest, wo sein Vater Otto Ritter von Zimmermann als Vizepräsident der Finanzlandesdirektion amtierte, wuchs er auf und studierte von 1906 bis 1912 an der Universität Wien Rechtswissenschaften. Seine berufliche Laufbahn begann er ebenfalls in der Finanzverwaltung in Triest. Von 1915 bis 1918 war Zimmermann als Offizier im Kriegseinsatz, zuletzt im Stab des Feldmarschalls Svetozar Boroević von Bojna.
Zwischen 1918 und 1938 gehörte er dem Finanzministerium in Wien als Beamter an, zuerst in der Budgetsektion, später als stellvertretender Präsidialchef im Rang eines Ministerialrates. Nach dem Anschluss 1938 wurde er aufgrund des Gesetzes zur Wiederherstellung des Berufsbeamtentums mit gekürzter Pension zwangsweise in den Ruhestand versetzt.
Georg Zimmermann wurde nach dem Zweiten Weltkrieg am 27. April 1945 auf Vorschlag der ÖVP als parteiloser Experte in die am selben Tag gebildete Provisorische Staatsregierung Renner 1945 aufgenommen. Als Leiter des Finanzministeriums trug er damals, wie alle Minister, die Bezeichnung Staatssekretär.
Am 20. Dezember 1945 wurde er auf Grund des vom neu gewählten Nationalrat am 19. Dezember 1945 wieder in Kraft gesetzten Bundes-Verfassungsgesetzes und auf Grund der Wahl von Karl Renner zum ersten Bundespräsidenten der Zweiten Republik von diesem auf Vorschlag von Bundeskanzler Leopold Figl (ÖVP) zum Bundesminister für Finanzen ernannt (siehe Bundesregierung Figl I).
Er blieb dies bis zur Ernennung der Bundesregierung Figl II, der er nicht mehr angehörte, am 8. November 1949. 1950 wurde er zum Präsidenten des Österreichischen Statistischen Zentralamtes (heute: Statistik Austria) ernannt. Bis zu seinem Tod blieb er Aufsichtsratsmitglied der Creditanstalt-Bankverein, der damals größten verstaatlichten Bank.
Georg Zimmermann wurde auf dem Hietzinger Friedhof in Wien 13 bestattet.